# Rocca dei Boiardo
La Rocca dei Boiardo è un edificio che domina il centro storico dell'abitato di Scandiano, in provincia di Reggio Emilia. Scandiano, facente parte per secoli del territorio del Ducato di Reggio, fu collegata fino al 1598 al Ducato di Ferrara, Modena e Reggio e successivamente e fino al 1859 al Ducato di Modena e Reggio.
La costruzione, iniziata a partire dal XII secolo dalla famiglia dei Da Fogliano, prende il nome della famiglia Boiardo, che la abitò dal 1423 al 1560. Fu costruita inizialmente come fortificazione di difesa, dotata di cinta muraria, di fossato con annesso ponte levatoio e di due torri di vedetta, di cui una mai terminata. Fa parte del circuito Associazione dei Castelli del Ducato di Parma, Piacenza e Pontremoli.

## Storia

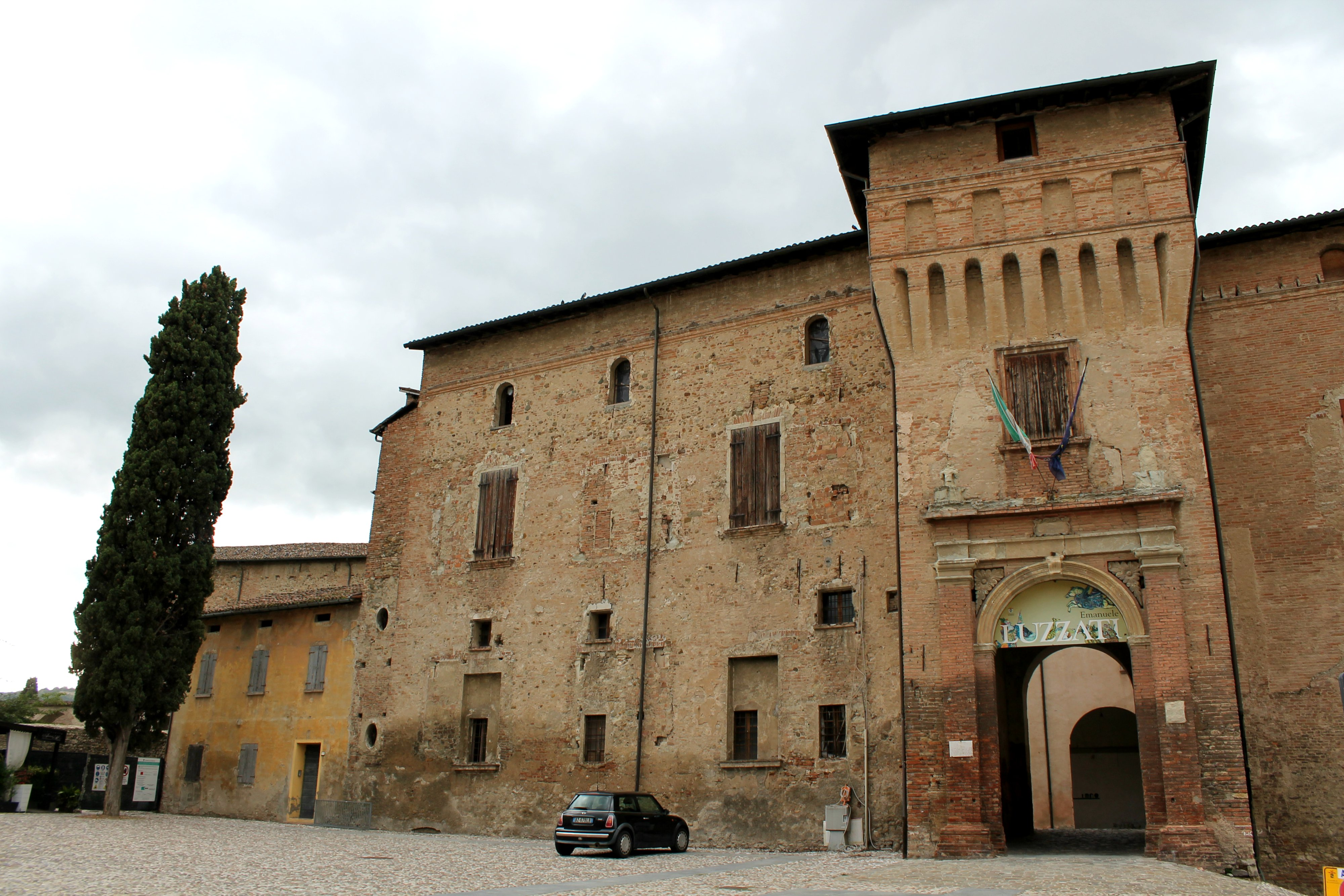
Ingresso della Rocca

L'edificazione del primo nucleo della Rocca dei Boiardo risale al 1315 ed ha evidenti scopi difensivi. Successivamente l'edificio viene riconvertito ad uso abitativo quando il governo della città di Scandiano passò ai conti Boiardo dal 1423 al 1560. Fu in questo periodo che vennero affrescate dal pittore della scuola bolognese Nicolò dell'Abate le scene dell'Eneide, rimosse nel 1772 e trasferite, nella "Gran Sala" del Palazzo Ducale di Modena, da dove, in seguito a un incendio che ne danneggiò irreparabilmente una parte, vennero poi trasferiti nella Galleria Estense di Modena dove sono tuttora custodite.
Saranno poi i Thiene, ad apportare modifiche sostanziali dell'edificio affidando il progetto all'architetto Giovan Battista Aleotti. L'architetto Aleotti progettò l'imponente scalone che conduce ai piani superiori, ultimò il torrione nel lato ovest e si occupò della facciata sul lato sud. Con le modifiche dell'architetto, la Rocca dei Boiardo acquisterà così forme molto simili a quelle attuali. Nei secoli successivi l'edificio fu abitato prima dai Bentivoglio e successivamente dagli Este di Scandiano, ramo cadetto degli Este, i quali introdussero decorazioni barocche.
Dopo i marchesi D'Este, la Rocca di Scandiano subì un periodo di abbandono e degrado prima di passare al marchese De Mari (1740-1777), per poi tornare nuovamente ai regnanti estensi. Durante il periodo della rivoluzione francese la rocca rimase di proprietà dello Stato, per essere successivamente venduta a Paolo Braglia di Scandiano che la tenne fino alla Restaurazione, quando tornò nuovamente agli estensi che la utilizzarono come sede estiva per i cadetti dell'accademia modenese.
La Rocca subì un progressivo degrado fino al 1983 quando venne intrapreso il ciclo di lavori di restauro, da parte della Soprintendenza per i Beni Ambientali e Architettonici dell'Emilia Romagna.
Il 20 ottobre 2007 la Rocca di Scandiano viene data in gestione all'amministrazione comunale per 50 anni.
Nel maggio 2011 è stata allestita all'interno della rocca l'enoteca regionale , al fine di valorizzare i vini della zona (in particolare il Vino Spergola di Scandiano a denominazione comunale) e della regione Emilia-Romagna.

## Architettura
Giovanni Battista Venturi illustrò in un manoscritto dei primi del XIX secolo il cortile della Rocca dei Boiardo, riportando schizzi arricchiti da brevi commenti. Gli schizzi del Venturi danno un'idea di quello che poteva essere l'aspetto del cortile della struttura. In particolare, inoltre lo scritto descrive le pareti affrescate in cui sono rappresentati "in due grandi compartimenti, alcuni dei fatti magici del poema del Boiardo con interposte figure colossali, diversi scudi con le arme delle famiglie alleate di sangue coi Boiardi e altri piccoli quadretti".
Osservando il cortile della rocca è possibile riconoscere stili architettonici diversi che testimoniano i numerosi interventi artistici avvenuti nel corso dei secoli. Nella parete meridionale è ancora conservata una colonna con il caratteristico capitello medioevale a "foglia d'acqua", appartenente all'originario portico quattro-cinquecentesco. Nella parete ovest sono presenti diversi stili e sono ancora riconoscibili frammenti di affreschi di epoca cinquecentesca.

## Appartamento estense
Il cosiddetto "Appartamento Estense", collocato al piano terra dell'edificio, è certamente il più raffinato di tutta la struttura. Esso si sviluppa su diverse sale che sono state oggetto di un recente restauro e opera di valorizzazione.

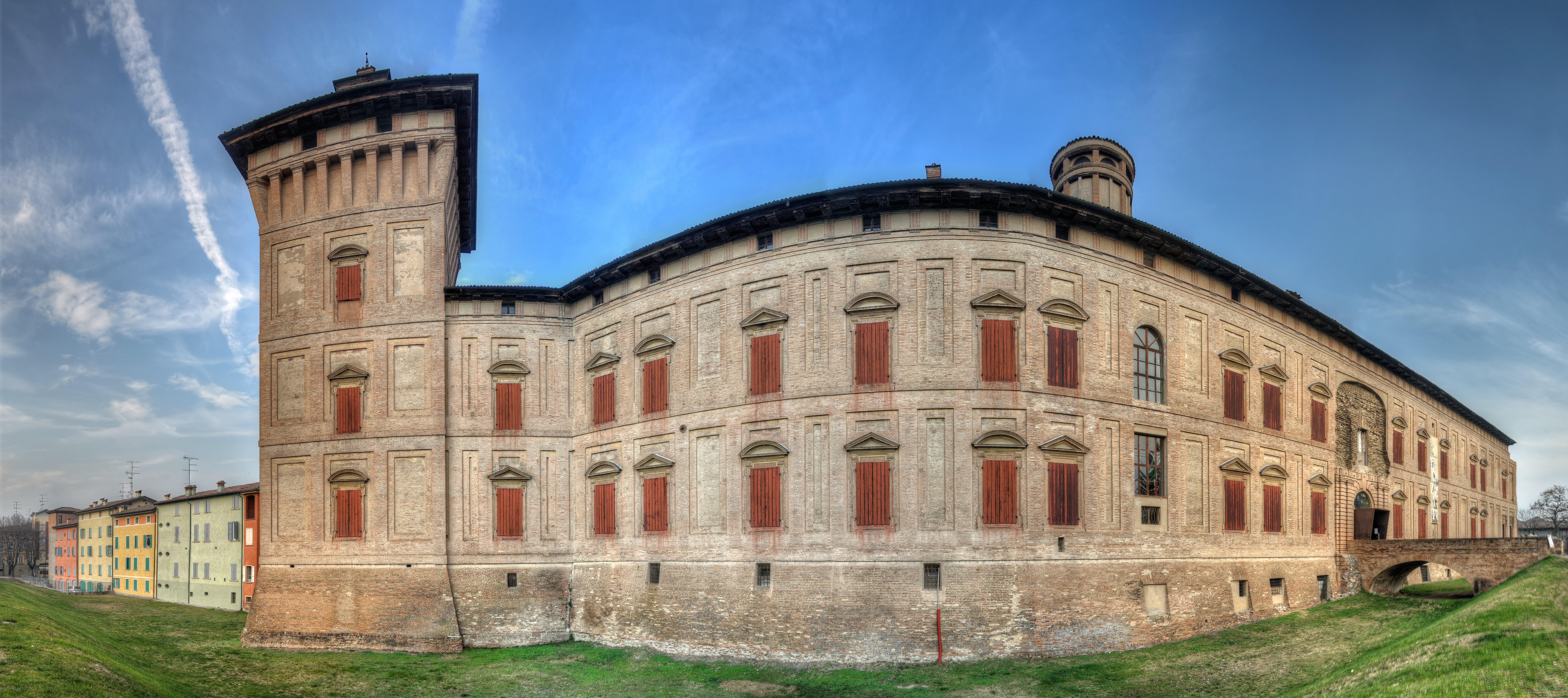
Immagine panoramica

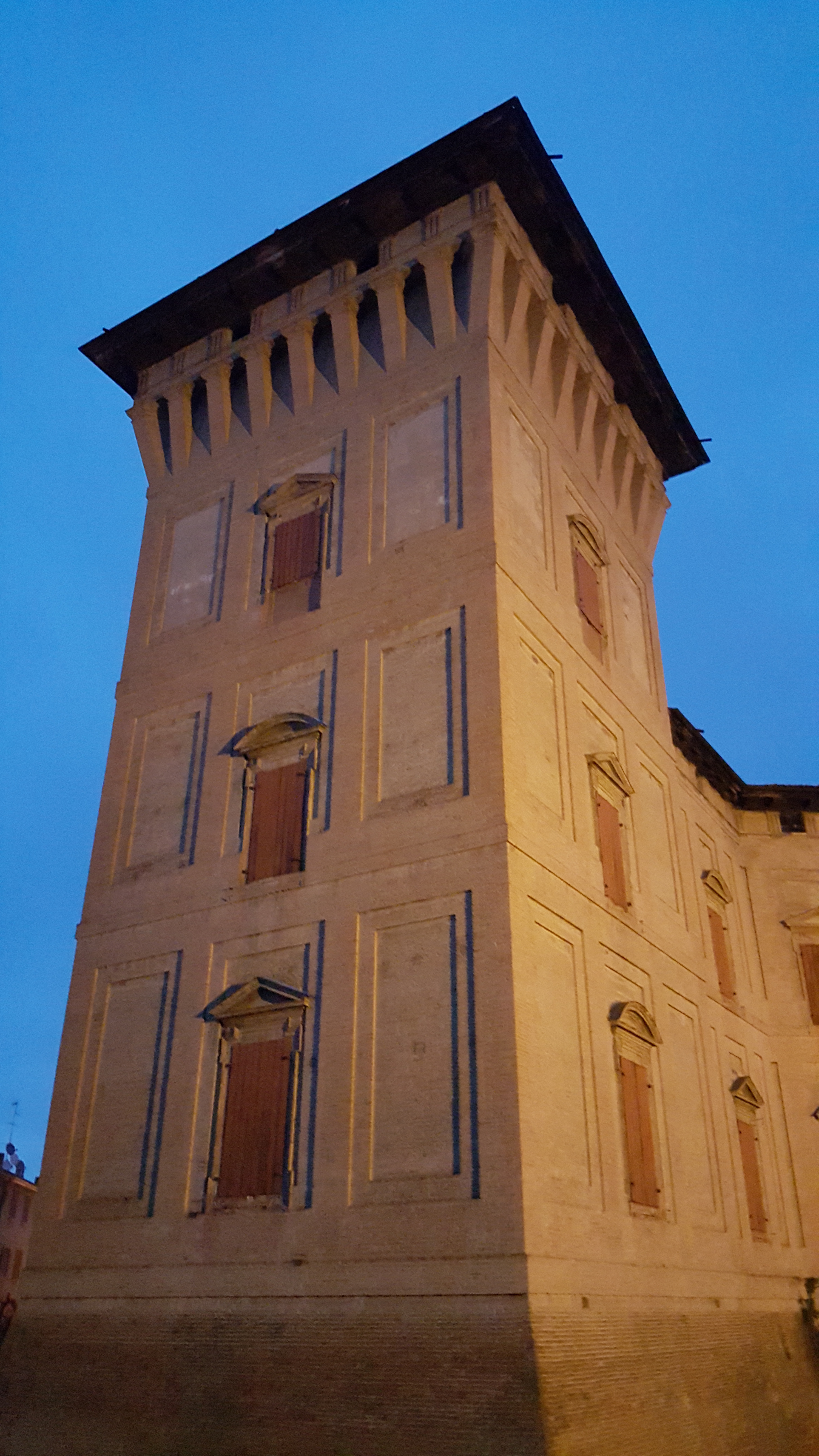
Il torrione all'imbrunire